# 테라 프레타

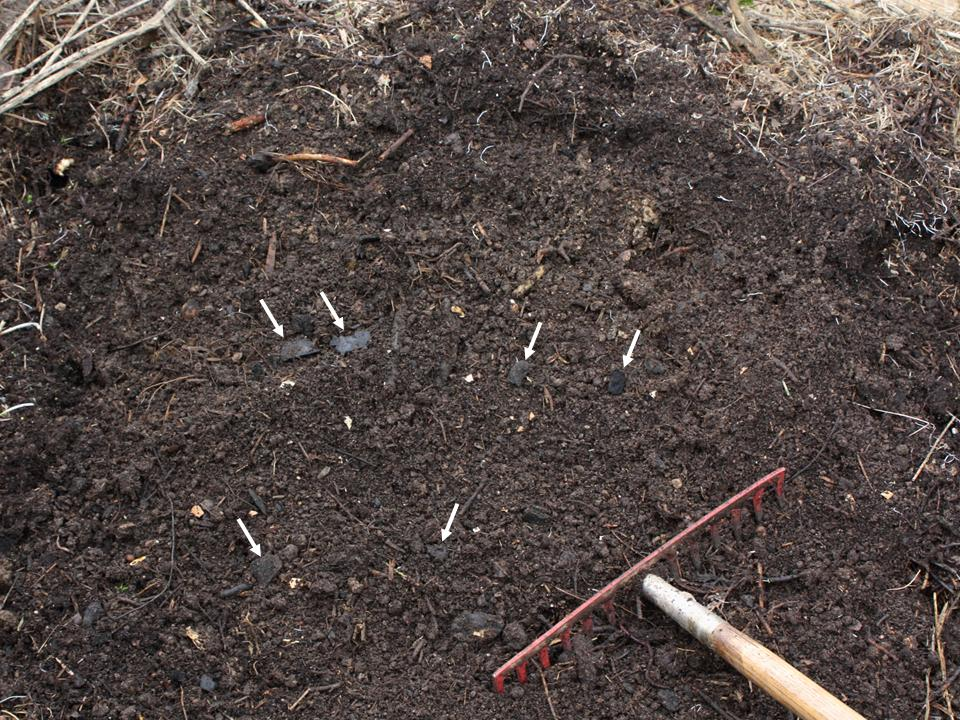
흰색 화살표로 표시된 숯 조각이 포함된, 가정에서 제조된 테라 프레타

테라 프레타(Terra preta, 포르투갈어 발음: [ˈtɛʁɐ ˈpɾetɐ], 포르투갈어 의미: "검은 토양")는 아마존 분지에서 발견되는 매우 어둡고 비옥한 인위적 토양(안트로솔)의 일종이다. 아마존의 검은 땅(Amazonian dark earth) 또는 인디언의 검은 땅(Indian black earth)이라고도 알려져 있다. 포르투갈어로 전체 이름은 terra preta do índio 또는 terra preta de índio("인디언의 검은 흙")이다. 테라 물라타(Terra mulata, "물라토 흙")는 색상이 더 밝거나 갈색을 띈다.
테라 프레타는 풍화된 숯 성분 덕분에 특징적인 검은색을 띠고 있으며, 비옥도가 낮은 아마존 토양에 숯, 뼈, 깨진 도자기, 퇴비 및 거름을 혼합하여 만들어졌다. 아마존 토착 토양 관리와 화전 농업의 산물인 숯은 안정적이며 수천 년 동안 토양에 남아 미네랄과 영양분을 결합하고 유지한다.
테라 프레타는 저온의 숯 잔여물이 고농도로 존재하는 것이 특징이다. 다량의 작은 도자기 파편, 식물 잔류물, 동물 배설물, 어류 및 동물 뼈, 기타 물질과 같은 유기물, 질소, 인, 칼슘, 아연, 망가니즈와 같은 영양소도 포함되어 있다. 테라 프레타와 같은 비옥한 토양은 특정 생태계 내에서 높은 수준의 미생물 활동과 기타 특정 특성을 보여준다.
테라 프레타 구역은 일반적으로 테라 코뭄(terra comum, [ˈtɛʁɐ koˈmũ, ku-]), 즉 "일반토"(common soil)로 둘러싸여 있다. 이것들은 주로 아크리졸이지만 페랄솔과 아레노솔도 있는 불모의 토양이다. 아마존의 벌채된 경작지 토양은 비나 홍수로 인해 영양분이 소모되거나 침출되기 전까지 짧은 기간 동안 생산성을 발휘한다. 이로 인해 농부들은 불에 타지 않은 지역으로 이주하여 (불로) 청소해야 한다. 테라 프레타는 숯, 미생물 및 유기물의 농도가 높기 때문에 영양분 침출이 덜 발생한다. 이 조합은 영양분, 미네랄 및 미생물을 축적하고 침출을 견뎌낸다.
테라 프레타 토양은 기원전 450년에서 서기 950년 사이에 농업 공동체에 의해 만들어졌다. 토양 깊이는 2미터(6.6피트)에 달할 수 있다. 1년에 1cm(0.4인치)의 속도로 스스로 재생되는 것으로 보고되었다.

## 같이 보기
- 혼농임업
- 바이오 숯
- 체르노젬
- 잃어버린 도시 Z